# الإفلاس في الصين
الإفلاس في الصين صدر قانون إفلاس المؤسسات لجمهورية الصين الشعبية (التنفيذ التجريبي) لأول مرة في عام 1986. في 1 يونيو 2007 دخل قانون إفلاس المؤسسات الجديد لجمهورية الصين الشعبية حيز التنفيذ. يحتوي على 136 مادة، أي ما يقرب من 100 مادة أكثر من قانون 1986 الذي حل محله، وبالتالي يعتقد أنه أكثر اكتمالًا من الناحية القانونية.
تم اعتماد قانون إفلاس المؤسسات لجمهورية الصين الشعبية في 27 أغسطس 2006، ودخل حيز التنفيذ منذ 1 يونيو 2007.
قوانين الإفلاس الشخصي موجودة فقط في هونغ كونغ وشنتشن. قانون إفلاس المؤسسات لجمهورية الصين الشعبية 2007 ينطبق فقط على البر الرئيسي للصين. نظرًا لسياسة «دولة واحدة ونظامان» لجمهورية الصين الشعبية يتم تطبيق قوانين ولوائح مختلفة تتعلق بالإفلاس في هونغ كونغ وماكاو.